# Cuniculina insignis
Cuniculina insignis är en insektsart som först beskrevs av James Wood-Mason 1873.  Cuniculina insignis ingår i släktet Cuniculina och familjen Phasmatidae. Inga underarter finns listade i Catalogue of Life.